# Roberto I di Troyes
Roberto di Troyes (... – febbraio 886) fu conte Troyes dall'876 alla sua morte.

## Origine
Era il figlio secondogenito del conte di Blois, di Troyes e di Châteaudun, Oddone I e di sua moglie, Guandilmoda (o Guandilmode), che compare assieme al marito in una donazione del marzo 849. Secondo alcuni storici, tra cui il medievalista, Donald C. Jackman, era Guandilmoda, la figlia del conte Alerano.
Secondo l'archivista e storico, René Merlet, nel suo Origine de Robert le Fort, asserisce che suo padre, Oddone I era il fratello (maggiore) di Roberto il Forte.

## Biografia
Molto probabilmente alla morte del padre, nell'871, la contea di Troyes andò al fratello, Oddone.
Ma, nell'876, Roberto fu investito del titolo ci conte palatino di Troyes, mentre al fratello Oddone andava la contea di Tonnerre.
Con un documento, del 25 ottobre 877, riportato nel Cartulaire de l'abbaye de Montiéramey, Collection des principaux cartularies du diocèse de Troyes Tome VII, in cui Roberto viene accomunato al fratello, Oddone, il re dei Franchi occidentali, Carlo il Calvo defininendolo suo fedele, assegna a Roberto la città di Chaource.
Nel poema Abbonis Bella Parisiacæ Urbis I il conte Roberto viene ricordato tra i combattenti della battaglia di Parigi, assieme al fratello Oddone, ricordando che in quella battaglia, del febbraio 886, Roberto perse la vita. La battaglia che si combatteva a Parigi era per la difesa della città che era stata assediata dai Vichinghi, e secondo la storico Christian Settipani Roberto morì combattendo contro i Vikinghi.
Alla sua morte nella contea di Troyes gli successe il nipote (il figlio di sua sorella), Adalelmo.

## Matrimonio e discendenza
Roberto aveva sposato la figlia del re dei Franchi occidentali, Luigi II il Balbo e, secondo lo storico, Gerhard Rösch, della sua prima moglie, Ansgarda., Gisella (?-879/884), che era morta giovane (tra l'879 e l'884 suo fratello, il Re di Aquitania e Re dei Franchi occidentali, Carlomanno II, come riportato nel Cartulaire de l'abbaye de Montiéramey, Collection des principaux cartularies du diocèse de Troyes Tome VII, su richiesta di Roberto fece una donazione per l'anima di Gisella) senza dargli figli e di Roberto non si ha notizia di alcuna discendenza.

### Fonti primarie
- (LA)  Chronique de l'abbaye de Saint-Bénigne de Dijon.
- (LA)  Monumenta Germaniae Historica, Poetae Latini Aevi Carolini, tomus IV, fasciculus I.

### Letteratura storiografica
- René Poupardin, Ludovico il Pio, in «Storia del mondo medievale», vol. II, 1999, pp. 558–582
- René Poupardin, I regni carolingi (840-918), in «Storia del mondo medievale», vol. II, 1999, pp. 583–635
- (FR)  René Merlet Les Comtes de Chartres.